# Sei Baru
Sei Baru is een bestuurslaag in het regentschap Labuhan Batu van de provincie Noord-Sumatra, Indonesië. Sei Baru telt 3124 inwoners (volkstelling 2010).